# Mathias Graf
Mathias Elmar Graf (Dornbirn, 19 januari 1996) is een Oostenrijkse freestyleskiër en voormalig alpineskiër.

## Carrière
Graf maakte zijn debuut in de wereldbeker alpineskiën in december 2018 in Saalbach-Hinterglemm. In januari 2019 scoorde hij in Kitzbühel zijn eerste wereldbekerpunten. In de zomer van 2021 wisselde hij naar het freestyleskiën en legde hij zich toe op de skicross. Bij zijn debuut in de wereldbeker freestyleskiën, op 8 december 2022 in Val Thorens, eindigde de Oostenrijker op de achtste plaats. Een dag later boekte Graf aldaar zijn eerste wereldbekerzege.

## Resultaten

### Alpineskiën

#### Wereldbeker
Eindklasseringen
| Seizoen   | Algm | SL  |
| --------- | ---- | --- |
| 2018/2019 | 131e | 46e |

### Freestyleskiën

#### Wereldbeker
Eindklasseringen
| Seizoen   | SX |
| --------- | -- |
| 2022/2023 |    |

Wereldbekerzeges
| Datum            | Plaats      | Onderdeel |
| ---------------- | ----------- | --------- |
| 9 december 2022  | Val Thorens | Skicross  |
| 21 december 2022 | Innichen    | Skicross  |